# Oberhausen-Rheinhausen
Oberhausen-Rheinhausen je općina u njemačkoj pokrajini Baden-Württemberg, u okrugu Karlsruhe. Nalazi se na krajnjem sjeveru okruga, na rijeci Rajni.

## Stanovništvo
Oberhausen-Rheinhausen ima 9595 stanovnika u dva naselja: Oberhausenu i Rheinhausenu.

## Vanjske poveznice
- Službena stranica (njem.)

### Ostali projekti
|  | Zajednički poslužitelj ima još gradiva o temi Oberhausen-Rheinhausen |